# Dornecy
Dornecy est une commune française située dans le département de la Nièvre, en région Bourgogne-Franche-Comté.
Ses habitants sont appelés les Dornecycois.

## Géographie
Dornecy est un village rural, à la limite nord-ouest du Morvan, entre Clamecy (Nièvre) (8 km) et Vézelay (16 km). Il est situé entre deux monts : Brevois et Martin. Le village est traversé par l'Armance, un affluent de l'Yonne :
« C'est dans un petit val resserré que naît humblement la toute petite Armance, à quelque cent mètres du château où naquit le grand Vauban. Dix huit kilomètres, à vol d'oiseau,le séparent de son embouchure, mais les détours que lui imposent les reliefs du sol et les méandres que lui suggère sa fantaisie font plus que doubler cette distance. Partie de la cote 284, elle débouche à 164 seulement dans l'Yonne, ce qui donne une pente moyenne de trois millimètres par mètre, mais cette pente est très variable suivant les points où elle est tortueuse ou presque étale. » Ferdinand Marié-Davy.
Territoire de 1795 ha en 2000.
Dornecy est traversé par la Route Buissonière qui va de Fontainebleau à Lyon ; à l'entrée de Dornecy, l'emblème de cette route - un lapin dessiné par l'affichiste Charles Loupot - est visible.

### Climat
Pour des articles plus généraux, voir Climat de la Bourgogne-Franche-Comté et Climat de la Nièvre.
En 2010, le climat de la commune est de type climat océanique dégradé des plaines du Centre et du Nord, selon une étude du Centre national de la recherche scientifique s'appuyant sur une série de données couvrant la période 1971-2000. En 2020, Météo-France publie une typologie des climats de la France métropolitaine dans laquelle la commune est exposée à un climat océanique altéré et est dans la région climatique Centre et contreforts nord du Massif Central, caractérisée par un air sec en été et un bon ensoleillement.
Pour la période 1971-2000, la température annuelle moyenne est de 11 °C, avec une amplitude thermique annuelle de 15,8 °C. Le cumul annuel moyen de précipitations est de 770 mm, avec 11,9 jours de précipitations en janvier et 7,6 jours en juillet. Pour la période 1991-2020, la température moyenne annuelle observée sur la station météorologique de Météo-France la plus proche, « Clamecy », sur la commune de Clamecy à 6 km à vol d'oiseau, est de 11,5 °C et le cumul annuel moyen de précipitations est de 707,4 mm. 
La température maximale relevée sur cette station est de 40,7 °C, atteinte le 25 juillet 2019 ; la température minimale est de −14 °C, atteinte le 9 février 2012,,.
Les paramètres climatiques de la commune ont été estimés pour le milieu du siècle (2041-2070) selon différents scénarios d'émission de gaz à effet de serre à partir des nouvelles projections climatiques de référence DRIAS-2020. Ils sont consultables sur un site dédié publié par Météo-France en novembre 2022.

## Urbanisme

### Typologie
Au 1er janvier 2024, Dornecy est catégorisée commune rurale à habitat dispersé, selon la nouvelle grille communale de densité à sept niveaux définie par l'Insee en 2022.
Elle est située hors unité urbaine. Par ailleurs la commune fait partie de l'aire d'attraction de Clamecy, dont elle est une commune de la couronne,. Cette aire, qui regroupe 45 communes, est catégorisée dans les aires de moins de 50 000 habitants,.

### Occupation des sols
L'occupation des sols de la commune, telle qu'elle ressort de la base de données européenne d’occupation biophysique des sols Corine Land Cover (CLC), est marquée par l'importance des forêts et milieux semi-naturels (59,5 % en 2018), une proportion sensiblement équivalente à celle de 1990 (59,8 %). La répartition détaillée en 2018 est la suivante : forêts (59,5 %), terres arables (27,2 %), prairies (6,8 %), zones agricoles hétérogènes (3,4 %), zones urbanisées (3,1 %). L'évolution de l’occupation des sols de la commune et de ses infrastructures peut être observée sur les différentes représentations cartographiques du territoire : la carte de Cassini (XVIIIe siècle), la carte d'état-major (1820-1866) et les cartes ou photos aériennes de l'IGN pour la période actuelle (1950 à aujourd'hui).

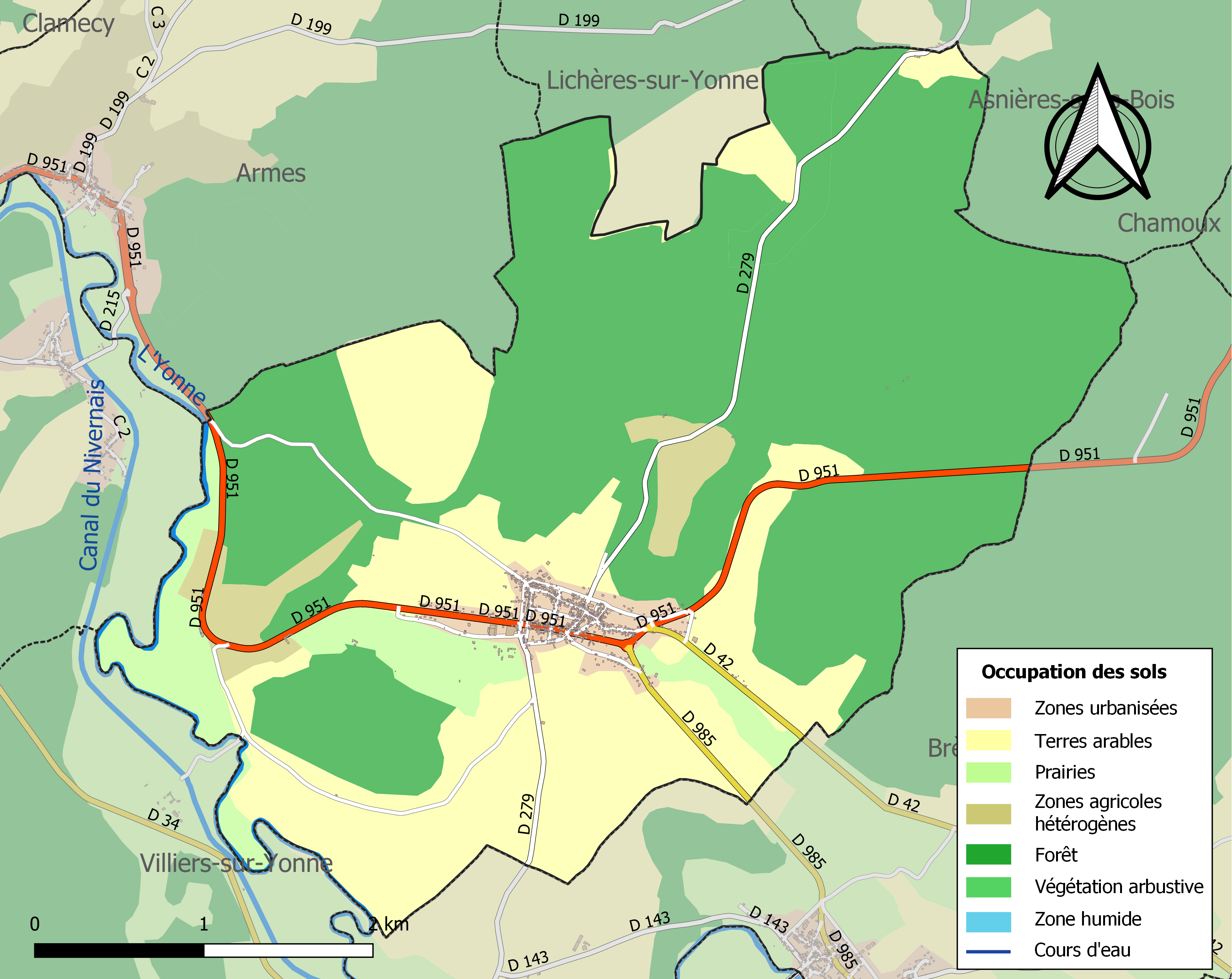
Carte des infrastructures et de l'occupation des sols de la commune en 2018 (CLC).

## Histoire
La présence d'eau, souterraine et en surface, laisse présumer d'une occupation très ancienne du site. De nombreuses pièces et médailles au nom de César, Tibère, Néron ou Constantin, découvertes au cours des labours, témoignent de l'occupation ancienne du site. Au cours du IXe siècle Girart de Roussillon, duc de Bourgogne et comte de Provence, règne sur le Nivernais. Par acte royal, en 838, il fait don de Dornecy et de Vézelay au monastère féminin de la Sainte-Vierge, situé en bas de la montagne de Saint-Père, qui sera reconstruit en haut après sa destruction, mais pour des moines cette fois. Ces religieux deviennent alors les véritables seigneurs de Dornecy ; durant neuf siècles, le village subit leur souveraineté. Dornecy est, d'autre part, vassal des comtes, puis des ducs de Nevers.
En 1379, le Parlement de Paris déboute la comtesse de Flandres, d'Artois et de Nevers, son bailli de Donzy et de Clamecy, et ses officiers pour avoir tenté de substituer leur autorité à Dornecy et Villiers-sur-Yonne, avec violence. Il évoque des rentes d'avoine perçues autrefois par l'écuyer Pierre Le Corne de Coyon. On évoque dans l'enquête l'usage d'ôter les portes des maisons de ceux qui s'opposent à la justice comtale. L'habitant Guernier Lemorcerat est ainsi incarcéré à Clamecy puis à Metz-le-Comte. Les habitants nommés individuellement font acte de résistance. Les moines de Vézelay ont gain de cause.
On constate, entre 1453 et 1482, la présence de la famille d'écuyers Bernier, dits Berry, dits aussi maître d'hôtel (1457), dont l'héritière ira s'installer à Coulanges-la-Vineuse (Yonne). Cette famille cède ses prés et terres à l'écuyer Guiot de Merry.
Le tilleul du Champ de la Ville aurait été planté sous le règne de Henri IV, d'où le nom d'« arbre de Sully » qui lui est parfois donné ; il doit symboliser la reconnaissance de la population envers le roi François Ier, qui avait autorisé l'édification des fortifications de la ville au XVIe siècle, alors soutenu par Marie d'Albret, duchesse de Nevers.

## Économie
La principale richesse du village réside, jusqu'au XIXe siècle, dans ses carrières et ses chenevières ; les vignes sont également exploitées jusqu'au développement du phylloxéra.
La fin du XIXe siècle verra l'implantation de la distillerie d'absinthe supérieure « Fuchet & Fuchet Fils Ainé », spécialisée dans la fabrique de vermouth et liqueurs, médaillée d'or, argent et vermeil aux expositions universelles de Paris 1900, Bruxelles 1897, Le Mans, Alençon, dont seule subsiste aujourd'hui la Maison Fuchet construite vers 1870.
En 1924, il y a à Dornecy 2 moulins, 2 ateliers de charrons-forgerons, 2 ateliers de maréchaux ferrants, 2 boulangeries, une scierie, une distillerie et 2 carrières pouvant être exploitées mécaniquement.
MK Composites, anciennement U.M.I., réalise des pièces en matériaux composites essentiellement à destination de l'industrie aéronautique. Cette entreprise emploie environ 50 salariés et a 2 établissements à Dornecy; cette société avait été fondée et dirigée par la famille Coulon jusqu'en 2016, année de son rachat par le groupe de Philippe Duchemin.

## Arrivée de l'eau courante et de l'électricité
- Si vous ne connaissez pas le sujet, laissez ce bandeau (vous pouvez alors contacter les auteurs).
- Si vous supprimez le contenu mis en cause (vous pouvez préalablement contacter les auteurs),

argumentez précisément cette suppression dans la page de discussion
(un manque de référence n'est pas un argument ; une recherche réelle de référence doit avoir été effectuée, être formellement documentée).

### L'eau[16]
Jusqu'en 1830, l'alimentation en eau potable de la population de Dornecy est essentiellement assurée par la fontaine de la place de l'église (on y accède alors par deux escaliers démolis depuis ; la fontaine a été reconstruite en sa forme actuelle en 1838). La fontaine de la porte de Bourgogne sera construite en 1839. Huit puits communaux étaient répartis dans le bourg de la façon suivante : 2 faubourg Thirault, 1 place du Champ de Foire, 2 rue du Nord, 1 rue des Champs, 1 au carrefour de la rue des Champs-rue du Nord, 1 rue Royale (devenue rue Marié-Davy). On recensait également 47 puits privés. La remontée des seaux s'effectuait le plus souvent à l'aide d'un système à balancier. Les huit puits communaux ont été modernisés en 1834 à la demande de la municipalité : y sera installé « un système en fer composé de deux montants avec consoles, une traverse au-dessus soutenue par d'autres consoles, un tour en bois, l'axe en fer garni de deux manivelles, plus une couverture en zinc soutenue par des supports et traverses en fer, le tout devant peser 125 kg. Le prix pour les huit puits s'élevant à 1 260 francs. » En 1870, deux nouveaux puits sont installés, l'un sur la place du Collège, l'autre dans le Faubourg Thirault. Ce n'est qu'en 1888 que la première pompe à balancier fit son apparition place du Collège (actuelle mairie) ; elle y est encore et porte le nom de son fabricant, Théodore Léger qui tenait ferblanterie dans l'actuelle maison de la boulangerie. En 1890, une autre — en fonte cette fois-ci — fut posée place de la Mairie (aujourd'hui école). En 1907, une troisième prit place rue Marié-Davy, presque à l'angle de la rue des Champs ; remplacée ensuite par une pompe plus moderne à volant, puis par une pompe à balancier en fonte.
Il faut attendre le 19 août 1923 pour qu'un projet d'adduction d'eau soit mis à l'étude. Le maire, Arthur Gauché, « attire l'attention du conseil sur la nécessité qu'il y aurait, en raison de la qualité douteuses ou de la contamination des puits publics ou particuliers, d'établir des bornes-fontaines, destinées à distribuer dans le bourg la quantité d'eau indispensable aux besoins de l'alimentation. » L'objectif était de desservir des bornes par l'une des sources alimentant les lavoirs communaux dont le débit reste très abondant en toute saison. Un sourcier a fixé le point de captage au lieu-dit Vaussage, à 300 mètres environ en dessus de la jonction de l'ancienne route de Vézelay et du chemin du Clou. Le forage de ce puits fut un échec : très vite, le puisatier rencontra une masse de pierres et il fallut employer des explosifs. Les travaux furent lents et le puits atteignait une profondeur de 15 mètres quand le conseil municipal décida d'abandonner le projet. Déçu, le maire Gauché, ne voulant pas qu'il soit dit que les frais imposés aux habitants l'aient été en vain, mit un point d'honneur à poursuivre à ses frais. Le forage se poursuivit sur 5 mètres, coûta 20 000 francs à M. Gauché et fut finalement abandonné (ceci a donné lieu à quolibets, on parlait du puits des hébétés - en patois à l'époque, prononcer sans liaison).
En 1934, le nouveau conseil venait de faire installer sur les puits des pompes à godets et à volant quand le maire, Lucien Léger, fut saisi par son collègue de Brèves d'un projet de constitution d'un syndicat intercommunal en vue de l'alimentation collective en eau potable des communes de Brèves et Dornecy par les eaux d'un puits récemment foré au hameau de Sardy et dont l'eau a fait l'objet d'un rapport de qualité favorable. Le Syndicat intercommunal des eaux de Brèves-Dornecy s'engage à  « créer, le moment venu, les ressources nécessaires à son fonctionnement et accepte la proposition de la commune de Brèves, concernant la répartition : 3/8 pour Brèves et 5/8 pour Dornecy, sous réserve que la subvention accordée à Brèves pour le forage et l'installation du puits soit répartie entre les deux communes dans la même proportion. » En 1935, le projet initial s'élevait à 1 080 000 francs cependant que la subvention de l’État laissait à la charge du Syndicat une dépense de 480 000 francs, à gager par un emprunt en recouvrement sur 30 ans. À Dornecy, la construction des deux réservoirs d'une contenance de 150 m3 chacun, au lieu-dit de la Côte se termina fin 1938. Le montant de la dépense se portera finalement à 1 410 000 francs et la subvention pour Dornecy à 470 000 francs. La guerre se déclarant, l’État est dans l'incapacité de faire face au paiement et le conseil contracte un nouvel emprunt auprès de la Caisse de Crédit Agricole. Comme pour l'électricité, l'adhésion à « l'eau sur l'évier » ne fut pas toujours immédiate : les frais à engager pour la pose d'un compteur, les changements d'habitude pour les personnes âgées, firent durer encore plusieurs années la promenade des seaux.
En 1947, à la suite de difficultés avec les collègues de Brèves et au vu des dépenses toujours plus élevées qu'occasionne le Service, le Conseil d'alors, avec son maire Fernand Rigout, décide d'entreprendre des recherches afin que Dornecy puisse avoir son propre de puits de captage. Des sourciers sont contactés, mais, la recherche n'aboutit pas et d'ailleurs, l'administration compétente s'était montrée très réticente quant à l'utilisation des sourciers dans la recherche des nappes d'eau, n'admettant à ce sujet que les données scientifiques résultant d'une étude géologique effectuée par des professionnels qualifiés.
Il faut arriver en 1959 — année de grande sécheresse — pour que la question soit à nouveau soulevée par le maire Georges Guipon. Le 18 mars, la décision avait été prise pour que Dornecy ne paie plus — à partir de 1959 — les 100 000 francs annuels au Syndicat ; on paierait, au tarif d'un abonné, la quantité d'eau utilisée aux bornes fontaines (ou perdue dans les canalisations). La recherche d'un point d'eau pour augmenter l'alimentation reprend. Le rapport d'un géologue chargé d'étudier les ressources en eau de consommation fait état de quatre points d'eau. La source Perçot ou Perceau (eau qui perce) est retenu car elle donne un écoulement permanent. Cette source se jette dans l'. On évoqua également la possibilité d'utiliser l'eau qui alimente depuis des générations les fontaines du centre du pays mais les services compétents les écartèrent jugeant que leur eau, circulant dans des calcaires non filtrants, était à la merci de toutes les contaminations émanant de la partie voisine du village. Par ailleurs, devant l'utilisation abusive des bornes-fontaines (arrosage de jardin, rinçage de lessive...), la municipalité décide de supprimer les bornes-fontaines et de consentir des facilités de raccordement à l'adduction d'eau existante aux 47 habitants non encore pourvus : prise en charge de 50 % du coût et 10 ans de crédit pour le remboursement du reste. En effet, la consommation des bornes-fontaines revenait en 1960 à 170 000 AF soit la valeur de 170 abonnements de 15 m3. Cette mesure dota 95 % des habitants de « l'eau sur l'évier ». La distribution restait néanmoins souvent difficile : les gelées d'hiver provoquaient des fuites que le fontainier Léon Jacquemart devait détecter et colmater.
Le projet de la source Perceau sera ressorti des cartons en 1966 ; le 23 mars a lieu le marquage des deux emplacements prévus pour les essais de forage. Le 27/3, profondeur 5.9 mètres, essai de 15 à 18 heures : 73 m3/h ; le 29 mars, à 35 mètres du premier forage, à 5,2 mètres de profondeur, 90 m3/h pendant 2 heures et le 30/3, 100 m3/h pendant 12 heures (à titre indicatif, en 1934, la source de Sardy, en de bonnes conditions, assurait 10 m3/h). En avril 1968, les travaux de forage du puits sont adjugés à l'entreprise Cinquin de Dijon dont les ouvriers durent travailler à 6 m de profondeur avec de l'eau jusqu'aux cuisses, luttant de vitesse avec l'eau montante afin de pouvoir établir leur maçonnerie ; le pompage dépassait alors les 300 m3/h. Le 17 juillet 1966, le conseil municipal décide à l'unanimité le retrait de Dornecy du Syndicat intercommunal des eaux.

### L'électricité
L'électrification de Dornecy est tardive. Un premier projet a été mis à l'étude en 1913 mais mis de côté à cause de la guerre. Le 16 décembre 1921, le maire Arthur Gauché et son conseil, considérant que l'achat nécessaire de lampes à pétrole et le salaire des employés du service entraineraient de lourdes dépenses, peu en rapport avec ce mode d'éclairage plutôt défectueux, décident de reprendre le projet d'installation de l'éclairage électrique. Ce projet sera confié à la Société d'études des chutes de la Cure qui avait obtenu une concession de l’État pour la distribution électrique sur la Nièvre et l'Yonne. En 1927, la construction du réseau de distribution est décidée pour une consommation prévue de 6060 kWh. En 1929, achat de la parcelle de terrain, à l'entrée de l'ancien Pont de Brèves, place des Fontaines (pour 50 francs) afin d'y construire la cabine du transformateur. En 1930, le conseil municipal s'impatiente : certains travaux ont été reconnus défectueux par le service de contrôle et d'autres ne sont pas encore réalisés. Le 21 juin 1930, une somme de 10 363,60 francs est votée pour couvrir la dépense d'installation de l'éclairage communal. L'installation a été terminée en 1931. Néanmoins, certaines personnes — notamment des personnes seules et âgées — « ne la prirent pas » et la qualité n'était pas encore très stable... En 1988, 142 foyers de Dornecy sont raccordés au réseau ; les travaux sont alors réalisés par la S.I.E.N. (Syndicat intercommunal d'électrification de la Nièvre) et le réseau est à la charge d'E.D.F.

## Politique et administration
| Période                                  | Période  | Identité             | Étiquette              | Qualité                           |
| ---------------------------------------- | -------- | -------------------- | ---------------------- | --------------------------------- |
| 1977                                     | En cours | Guy Bonhomme         | LR                     | Retraité                          |
| 1967                                     | 1977     | Flamant Jean         |                        | Chirurgien dentiste en retraite   |
| 1959                                     | 1966     | Guipon Georges       |                        | Géomètre                          |
| 1957                                     | 1959     | Haug Henri           |                        | Instituteur                       |
| 1953                                     | 1957     | Foy Albert           | Période de Controverse | Commissaire de police en retraite |
| 1947                                     | 1953     | Rigout Émile         |                        | Propriétaire agriculteur          |
| 1945                                     | 1947     | Lyonnet Francis      |                        | Professeur                        |
| 1929                                     | 1945     | Lucien Léger         |                        | Menuisier - charron               |
| 1919                                     | 1929     | Gauché Arthur        |                        | Exploitant de carrières           |
| 1908                                     | 1919     | Noireau Pierre       | Républicain Démocrate  | Restaurateur parisien             |
| 1902                                     | 1908     | Léger Alfred         |                        | Propriétaire                      |
| 1884                                     | 1902     | Boudin Jean-Baptiste |                        | Agriculteur                       |
| 1881                                     | 1884     | Bonhomme Saint-Cyr   |                        | Commerçant                        |
| 1876                                     | 1881     | Truchot Désiré       |                        | Entrepreneur de travaux publics   |
| 1874                                     | 1876     | Léger Jean-Baptiste  |                        | Entrepreneur de travaux publics   |
| 1870                                     | 1874     | Truchot Désiré       |                        | Entrepreneur de travaux publics   |
| 1860                                     | 1870     | Grégoire Charles     |                        | Marchand de bois                  |
| 1852                                     | 1860     | Gaumard Martin       |                        | Marchand de bois                  |
| 1848                                     | 1852     | Boudin David         |                        | Propriétaire agriculteur          |
| 1833                                     | 1848     | Tenaille-Vaulabelle  |                        | Marchand de bois                  |
| 1832                                     | 1832     | Lacheverie Louis     |                        | Docteur                           |
| 1826                                     | 1832     | Lacheverie Maurice   |                        | Docteur                           |
| 1814                                     | 1826     | Bayeul Pierre        |                        | Propriétaire                      |
| 1804                                     | 1814     | Lacheverie Louis     |                        | Docteur                           |
| Les données manquantes sont à compléter. |          |                      |                        |                                   |

## Démographie
L'évolution du nombre d'habitants est connue à travers les recensements de la population effectués dans la commune depuis 1793. Pour les communes de moins de 10 000 habitants, une enquête de recensement portant sur toute la population est réalisée tous les cinq ans, les populations de référence des années intermédiaires étant quant à elles estimées par interpolation ou extrapolation. Pour la commune, le premier recensement exhaustif entrant dans le cadre du nouveau dispositif a été réalisé en 2008.

En 2022, la commune comptait 457 habitants, en évolution de −6,54 % par rapport à 2016 (Nièvre : −3,28 %, France hors Mayotte : +2,11 %).
| 1793 | 1800 | 1806 | 1821 | 1831 | 1836  | 1841  | 1846  | 1851  |
| ---- | ---- | ---- | ---- | ---- | ----- | ----- | ----- | ----- |
| 776  | 867  | 843  | 907  | 977  | 1 086 | 1 180 | 1 228 | 1 214 |

| 1856  | 1861  | 1866  | 1872  | 1876  | 1881  | 1886  | 1891  | 1896 |
| ----- | ----- | ----- | ----- | ----- | ----- | ----- | ----- | ---- |
| 1 150 | 1 207 | 1 230 | 1 165 | 1 123 | 1 183 | 1 062 | 1 040 | 940  |

| 1901 | 1906 | 1911 | 1921 | 1926 | 1931 | 1936 | 1946 | 1954 |
| ---- | ---- | ---- | ---- | ---- | ---- | ---- | ---- | ---- |
| 900  | 788  | 719  | 620  | 619  | 618  | 573  | 657  | 617  |

| 1962 | 1968 | 1975 | 1982 | 1990 | 1999 | 2006 | 2008 | 2013 |
| ---- | ---- | ---- | ---- | ---- | ---- | ---- | ---- | ---- |
| 604  | 610  | 616  | 608  | 554  | 561  | 553  | 552  | 503  |

| 2018 | 2022 | - | - | - | - | - | - | - |
| ---- | ---- | - | - | - | - | - | - | - |
| 472  | 457  | - | - | - | - | - | - | - |

## Lieux et monuments
- Église Saint-Martin : l'église a été reconstruite en 1833 mais le clocher bourguignon du XIIe siècle et  XIIIe siècle est encore là et contient trois cloches, la première date de 1554, la seconde de 1614 et la dernière a été installée en 1934. Le clocher est inscrit à l'Inventaire Supplémentaire des Monuments Historiques en 1971. Derrière les fonts baptismaux, Robert Pouyaud, élève d'Albert Gleizes a représentant en 1952 des scènes de la vie de Jésus. Robert Pouyaud décore également les 4 piliers côté chœur, puis, en 1954, il sculpte le maître-autel en pierre pour remplacer l'ancien en bois, fort endommagé. Il fait également don du tabernacle. Un tableau du XVIe sur bois de l'école flamande, représentant saint Jérôme[23], était à l'église de Dornecy mais on n'y voit qu'une reproduction, la peinture originale a été déposée au musée de Clamecy.
- Deux lavoirs ; le lavoir de la rue des Fontaines a été couvert en 1832, après l'épidémie de choléra.

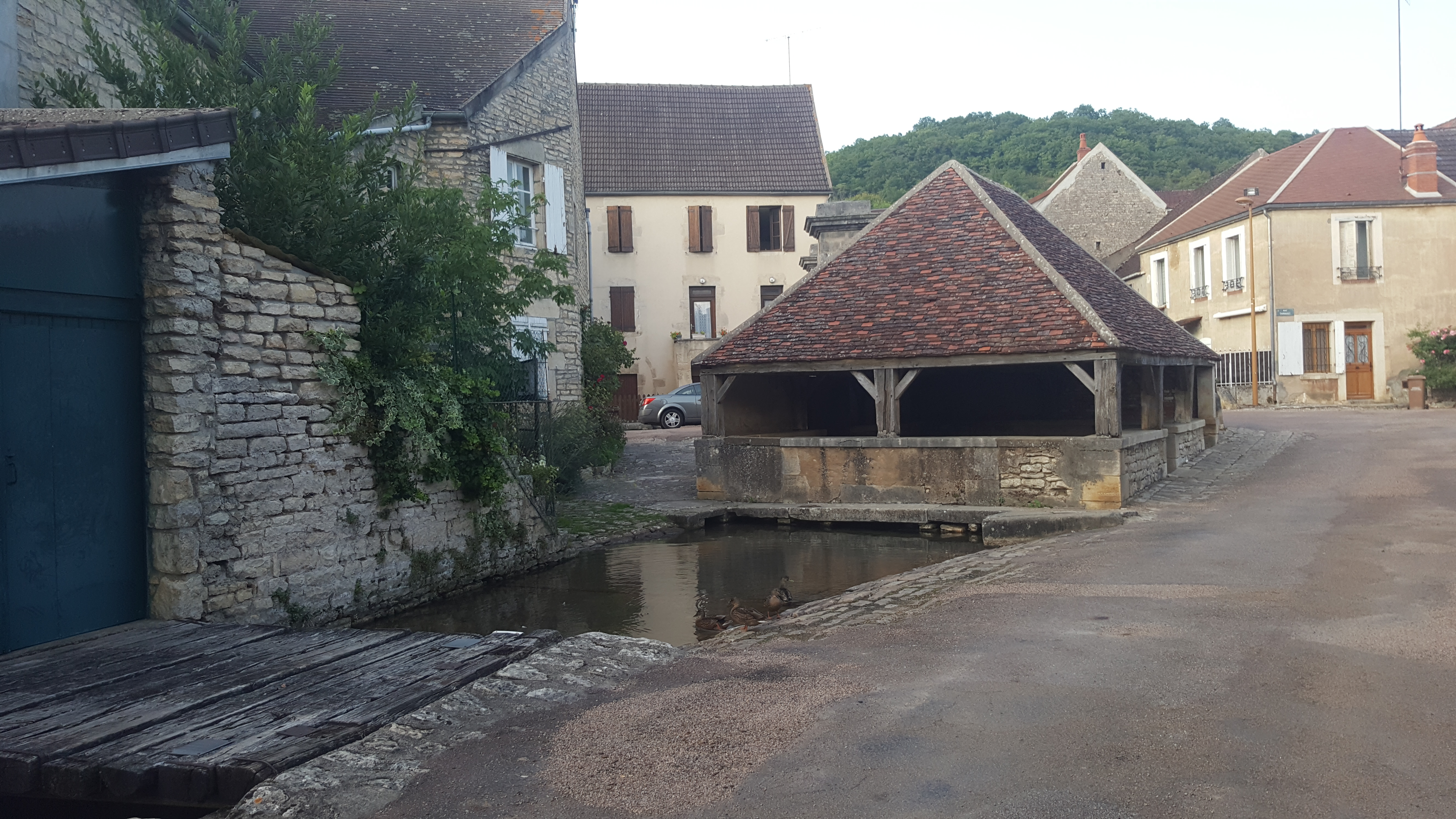
Lavoir de la rue des Fontaines.

- Le château Léger, maison bourgeoise de 1925 ; son style est caractéristique de l'époque, avec une originalité qui la fit baptiser « La Pagode » par certains habitants.
- Le château du Douée ; cette maison fut la résidence d'été des abbés de Vézelay (dès le Xe siècle, la partie ouest de Dornecy dépendait des abbés de Vézelay). Dans ses dépendances était installé le pressoir banal où les vignerons devaient venir presser pommes et raisins en payant une redevance seigneuriale. Après la Révolution, le bien fut confisqué par la Convention et vendu comme bien national à M. Tenaille-Delaure (alors maire de Dornecy), aïeul de la femme d'Hippolyte Marié-Davy. H. Marié-Davy y mourut le 26 juillet 1893.
- Pont de Brèves : pont-route de 95 mètres de long, édifié au XVIIIe siècle, est une ancienne voie en surplomb qui reliait Dornecy à Brèves (voir bornes chasse-roues).

## Personnalités liées à la commune
- Bias Parent, révolutionnaire, mort à Dornecy en 1802.
- Hippolyte Marié-Davy inventeur (périscope, moteur électrique mais surtout une pile[24] encore utilisée) est mort à Dornecy en 1893.
- Capitaine Georges Hamacek, officier de l'armée française né à Paris en 1923 et mort au combat au Laos pendant la guerre d'Indochine, en 1953. La promotion 176 de l'école Saint Cyr a pris le nom de ce capitaine.
- Claudine Montagne, épouse Midon, dite « Charlotte ». Elle a été la présidente de l'association « les amis du parloir », qui a notamment publié un bulletin trimestriel très documenté sur l’histoire locale[25]. Elle est également l'auteure d'un livre de mémoires : La pesée de bonheur : une enfance dans les années 30[26]